# Eleição para governador de Wisconsin em 2010
A eleição para governador do estado americano do Wisconsin em 2010 aconteceu no dia 2 de novembro de 2010, para eleger o governador e o vice-governador do estado de Wisconsin.
O governador Jim Doyle não foi candidato à reeleição em 2010.

## Primária Democrata
| Primária Democrata | Primária Democrata | Primária Democrata | Primária Democrata | Primária Democrata | Primária Democrata |
| Partido            | Candidato          | Votos              | %                  |                    |                    |
| Democrata          | Tom Barrett        | 210.921            | 90,5%              |                    |                    |
| Democrata          | Tim John           | 22.264             | 9,5%               |                    |                    |
| ------------------ | ------------------ | ------------------ | ------------------ | ------------------ | ------------------ |

## Primária Republicana
| Primária Republicana | Primária Republicana | Primária Republicana | Primária Republicana | Primária Republicana | Primária Republicana |
| Partido              | Candidato            | Votos                | %                    |                      |                      |
| Republicano          | Scott Walker         | 360.032              | 58,6%                |                      |                      |
| Republicano          | Mark Neumann         | 237.870              | 38,7%                |                      |                      |
| Republicano          | Scott Paterick       | 16.609               | 2,7%                 |                      |                      |
| -------------------- | -------------------- | -------------------- | -------------------- | -------------------- | -------------------- |

## Resultados
| Eleição para governador de Wisconsin em 2010 | Eleição para governador de Wisconsin em 2010 | Eleição para governador de Wisconsin em 2010 | Eleição para governador de Wisconsin em 2010 | Eleição para governador de Wisconsin em 2010 | Eleição para governador de Wisconsin em 2010 | Eleição para governador de Wisconsin em 2010 |
| Partido                                      | Partido                                      | Candidato                                    | Candidato                                    | Votos                                        | %                                            | ±%                                           |
| -------------------------------------------- | -------------------------------------------- | -------------------------------------------- | -------------------------------------------- | -------------------------------------------- | -------------------------------------------- | -------------------------------------------- |
|                                              | Republicano                                  |                                              | Scott Walker                                 | 1.128.887                                    | 52%                                          |                                              |
|                                              | Democrata                                    |                                              | Tom Barrett                                  | 1.004.257                                    | 46%                                          |                                              |